# 亀田鉱山
亀田鉱山（かめだこうざん）とは、北海道函館市鱒川町にあった鉱山である。

## 概要
1907年（明治40年）に松倉川支流下女岳川沿いで伊藤半四郎によって発見された銅鉱山である。翌、1908年（明治41年）から斎藤幸兵衛が採鉱を試みたが、結果が出なかった。
1909年（明治42年）に鉱業権を大阪の矢野荘三郎へ譲渡。坑内水から同年に約2t、1910年（明治43年）に約8tの沈殿銅を採取するのみに終わった。
1915年（大正4年）に久原鉱業が買収し、露天掘りと坑内掘りで採鉱。溶鉱炉を設け、粗銅生産に成功した。しかし1921年（大正10年）に掘り尽くし休止した。
戦後、1949年（昭和24年）から残鉱処理として硫化鉄の採掘で再開、同年は1670t、1952年（昭和27年）、3140tを生産した。
1953年（昭和28年）に残鉱処理が終了した。
2007年度よりJX日鉱日石金属が自然環境の維持や向上で植林活動を続けている。

## 地質と鉱物
地質は第三紀頁岩と輝石安山岩。鉱物は粒状黄銅鉱を主とし、重土鉛または亜鉛等が含まれている黒鉱の鉱石中に塊状になっている。主要金属は、金、銅、銀。